# Pozondón
Pozondón – gmina w Hiszpanii, w prowincji Teruel, w Aragonii, o powierzchni 67,64 km². W 2011 roku gmina liczyła 71 mieszkańców.